# Air Lithuania
Air Lithuania (litauisch: Aviakompanija Lietuva) war eine litauische Regionalfluggesellschaft mit Sitz in Kaunas und Basis auf dem Flughafen Kaunas.

## Geschichte
Air Lithuania entstand im Jahr 1991 aus der Restrukturierung des regionalen Direktorats der sowjetischen Aeroflot.
Am 23. November 2005 meldete die Gesellschaft Insolvenz an, der Flugbetrieb wurde in der Folge eingestellt.

## Flotte
Vor Einstellung des Flugbetriebs bestand die Flotte der Air Lithuania aus drei Flugzeugen:
- 3 ATR 42-300